# Demetrius Pinder
Demetrius Pinder (Freeport, 13 de fevereiro de 1989) é um velocista e campeão olímpico bahamense, especializado nos 400 metros rasos.
Campeão nacional das Bahamas dos 400 m em 2010, derrotando o favorito e recordista bahamense Chris Brown, foi medalha de prata no Campeonato Mundial de Atletismo em Pista Coberta de 2012, realizado em Istambul, Turquia. Em Londres 2012, tornou-se campeão olímpico integrando o revezamento 4x400 m vencedor das Bahamas, junto com Chris Brown, Michael Mathieu e Ramon Miller.